# Jurica Vranješ
Jurica Vranješ (født 31. januar 1980 i Osijek, Jugoslavien) er en kroatisk tidligere fodboldspiller (midtbane).
Vranješ spillede 26 kampe for Kroatiens landshold i perioden 1999-2007. Han var med i den kroatiske trup til både VM 2002 i Sydkorea/Japan og VM 2006 i Tyskland, hvor kroaterne ved begge turneringer blev slået ud efter det indledende gruppespil.
På klubplan repræsenterede Vranješ blandt andet NK Osijek og HNK Rijeka i hjemlandet, samt de tyske Bundesliga-klubber Werder Bremen, VfB Stuttgart og Bayer Leverkusen.